# Championnat de Hong Kong de football 1972-1973
Navigation
Saison précédente Saison suivante
La saison 1972-1973 du Championnat de Hong Kong de football est la vingt-huitième édition de la première division à Hong Kong, la First Division League. Elle regroupe, sous forme d'une poule unique, les quatorze meilleures équipes du pays qui se rencontrent deux fois, à domicile et à l'extérieur. En fin de saison, les deux derniers du classement sont relégués et remplacés par les deux meilleurs clubs de Second Division League, la deuxième division hongkongaise.
C'est le club de Seiko SA, promu de deuxième division, qui remporte le championnat cette saison après avoir terminé en tête du classement final, ne devançant le tenant du titre, South China AA que grâce à une meilleure différence de buts. Tung Sing FC complète le podium à cinq points du duo de tête. C'est le tout premier titre de champion de Hong Kong de l'histoire du club. 

## Clubs participants
- Caroline Hill FC
- Mackinnons FC - Promu de D2
- Kowloon Motor Bus FC
- South China AA
- Eastern AA
- Fire Services FC
- Happy Valley AA
- Tung Sing FC
- Sing Tao SC
- Yuen Long SA
- Hong Kong Telephone FC
- Hong Kong Rangers
- Hong Kong Police FC
- Seiko SA - Promu de D2

## Compétition
Le barème de points servant à établir les classements se décompose ainsi :
- Victoire : 2 points
- Match nul : 1 point
- Défaite : 0 point

### Classement
| Rang | Équipe                 | Pts | J  | G  | N | P  | Bp | Bc | Diff |
| ---- | ---------------------- | --- | -- | -- | - | -- | -- | -- | ---- |
| 1    | Seiko SAP              | 40  | 26 | 18 | 4 | 4  | 71 | 35 | +36  |
| 2    | South China AAT        | 40  | 26 | 17 | 6 | 3  | 53 | 27 | +26  |
| 3    | Tung Sing FC           | 35  | 26 | 14 | 7 | 5  | 70 | 36 | +34  |
| 4    | Fire Services FC       | 33  | 26 | 13 | 7 | 6  | 57 | 44 | +13  |
| 5    | Happy Valley AA        | 30  | 26 | 13 | 4 | 9  | 49 | 30 | +19  |
| 6    | Mackinnons FCP         | 28  | 26 | 11 | 6 | 9  | 37 | 30 | +7   |
| 7    | Caroline Hill FC       | 26  | 26 | 9  | 8 | 9  | 34 | 35 | -1   |
| 8    | Hong Kong Rangers      | 25  | 26 | 9  | 7 | 10 | 43 | 47 | -4   |
| 9    | Hong Kong Telephone FC | 23  | 26 | 8  | 7 | 11 | 33 | 40 | -7   |
| 10   | Yuen Long SA           | 20  | 26 | 7  | 6 | 13 | 29 | 44 | -15  |
| 11   | Eastern AA             | 20  | 26 | 8  | 4 | 14 | 42 | 66 | -24  |
| 12   | Hong Kong Police FC    | 18  | 26 | 7  | 4 | 15 | 38 | 52 | -14  |
| 13   | Sing Tao SC            | 15  | 26 | 6  | 3 | 17 | 35 | 59 | -24  |
| 14   | Kowloon Motor Bus FC   | 11  | 26 | 4  | 3 | 19 | 25 | 71 | -46  |

|  | Champion de Hong Kong 1973              |
|  | Relégation directe en deuxième division |
|  | T : Tenant du titre P : Promu de D2     |

## Bilan de la saison
| Championnat de Hong Kong de football 1972-1973 |                      |
| Champion                                       | Seiko SA (1er titre) |
| Coupes et trophées                             |                      |
| Vainqueur de la Coupe de Hong Kong 1972-1973   | Non disputée         |
| Promotions et relégations                      |                      |
| Promus en First Division League                | Hong Kong FC         |
| Promus en First Division League                | Kwong Wah AA         |
| Relégués en Second Division League             | Sing Tao SC          |
| Relégués en Second Division League             | Kowloon Motor Bus FC |